# Zuniga (animal)
Zuniga es un género de arañas que pertenecen a la familia de los saltícidos o arañas saltadoras.

## Especies
Según The World Spider Catalog 19.0:
- Zuniga laeta (Peckham & Peckham, 1892) — Brasil
- Zuniga magna Peckham & Peckham, 1892 — Panamá to Brasil